# Koningseider
De koningseider (Somateria spectabilis) is een vogel uit de familie van de eendachtigen (Anatidae). De wetenschappelijke naam van de soort werd in 1758 als Anas spectabilis gepubliceerd door Carl Linnaeus.
De koningseider heeft een circumpolair verspreidingsgebied en komt voor aan de arctische kusten van Noord-Europa, Noord-Azië en Noord-Amerika.

## Veldkenmerken
Een volwassen vogel wordt zo'n 55 tot 63 cm lang en heeft een spanwijdte van 86 tot 102 cm. Het mannetje draagt in het broedseizoen een opvallend gekleurd verenkleed: een rode snavel met witte nagel, een vergroot, zwart omrand oranje voorhoofd, lichtblauwig grijze kop, bleekgroene wangen, rozewitte borst, gele poten met donkere vliezen en zwarte nagels en zwarte vleugels, rug en buik. Het vrouwtje lijkt op een vrouwtje eidereend (Somateria mollissima), maar is kleiner, heeft een lichter verenkleed, een kortere snavel en een dunne witte streep aan de onderzijde van de vleugels. Het eclipskleed van het mannetje, van de herfst tot het voorjaar, is donkerder dan dat van het vrouwtje. Het mannetje heeft dan een zwarte kop, witte rug en een onregelmatig zwart-wit verenkleed. De snavel van het mannetje is dan oranjegeel, die van het vrouwtje groenig grijs. 
Het geluid van de koningseiderwoerd doet denken aan dat van de verwante eidereend: "oeroeùh". Vrouwtjes maken een murmelend grommend geluid tijdens de trek.

## Verspreiding en leefgebied
De koningseider leeft langs de kust van het uiterste noorden van Azië, Europa en Noord-Amerika. Het is, samen met de ijseend, de noordelijkst broedende eendensoort. Hij broedt voornamelijk binnen de poolcirkel, van Noord-Canada en Alaska, via Oost-Groenland, Spitsbergen en Nova Zembla tot Noord-Siberië, en overwintert voor de kust van Alaska, rond de Aleoeten, Newfoundland, Zuid-Groenland, op IJsland en langs de kust van Noord-Scandinavië. Buiten het broedseizoen leeft de soort meer op open zee, waarbij hij soms rust op het drijfijs, in het broedseizoen nabij zoetwatermeren en -plassen op de toendra. De soort trekt hierbij zelden ver het binnenland in.
De koningseider vormt buiten de broedtijd grote groepen van duizenden vogels in Arctische wateren, soms wel tot 100.000 individuen, bijvoorbeeld langs de westkust van Groenland.

### Voorkomen in de Lage Landen
In Nederland en België is de vogel een dwaalgast die soms tussen groepen gewone eiders wordt waargenomen. Zo zijn er langs de Nederlandse kust zeven bevestigde waarnemingen tussen 1975 en 2000 en daarna elf waarnemingen tot 2021. In het voorjaar van 2018 verbleef een mannetje koningseider enkele weken in de wateren rondom Texel. Eind mei 2022 werd een koningseider gezien tussen Knokke en Zeebrugge. De vijfde waarneming ooit in België.

## Voedsel
De koningseider voedt zich voornamelijk met kreeftachtigen en schelpdieren, aangevuld met andere weekdieren, larven van waterinsecten, kevers, zee-egels en kleine vissen. Ook eten ze af en toe plantaardig materiaal, als algen, zeegras en zaadjes van kust- en toendraplanten. Het zijn goede zwemmers. Om hun voedsel te vangen duiken ze tot een diepte van 55 meter. Het zijn tevens snelle en behendige vliegers.

## Broedgegevens
Tijdens het broedseizoen vormen de dieren paartjes. In juni legt het vrouwtje een nest aan, bestaande uit een kuil met daarin een bedje van planten en twijgjes. Hierin worden drie tot zeven eieren gelegd, die worden bedekt met een laag donsveertjes uit de borst van de moeder. Het nest bevindt zich over het algemeen op een droge, sneeuwvrije plek die niet al te ver van het water is verwijderd. Een nest wordt soms meerdere jaren achter elkaar gebruikt. De eieren zijn olijfkleurig en 64 bij 43 mm groot. Het vrouwtje broedt de eieren uit. Buiten het broedseizoen leven de dieren in zeer grote groepen van meer dan honderdduizend dieren.

## Status
De koningseiderheeft een groot verspreidingsgebied en daardoor is de kans op de status  kwetsbaar (voor uitsterven) niet groot. De grootte van de wereldpopulatie werd in 2015 geschat op 800.000 tot 900.000 individuen. Deze soort eider gaat in aantal achteruit. Vooral oliewinning in het poolgebied vormt een bedreiging omdat verspilde olie op zee grote groepen eenden tegelijk kan treffen. Rond Groenland wordt er fanatiek op deze eend gejaagd. Echter, het tempo van achteruitgang ligt onder de 30% in tien jaar (minder dan 3,5% per jaar). Om deze redenen staat de koningseider als niet bedreigd op de Rode Lijst van de IUCN.